# NGC 223
NGC 223 là một thiên hà xoắn ốc nằm cách Trái Đất khoảng 238 triệu năm ánh sáng trong chòm sao Kình Ngư. Nó được phát hiện vào ngày 5 tháng 1 năm 1853 bởi George Bond.